# Ōno no Azumabito
Ōno no Azumabito est un nom japonais traditionnel ; le nom de famille (ou le nom d'école), Ōno, précède donc le prénom (ou le nom d'artiste).
Ōno no Azumabito (大野 東人, mort le 7 décembre 742) est un samouraï et officiel de cour de l'époque de Nara.
En 724, il combat avec Fujiwara no Umakai contre les Emishi de la province de Mutsu.
Azumabito est plus tard nommé aux positions impériales de chinjufu shogun (commandant en chef de la défense du Nord) et azechi (inspecteur).
Il participe également à la répression de la rébellion de Fujiwara no Hirotsugu en 740 (le dazai shoni du gouvernement dazaifu dans l'île de Kyūshū). La rébellion se termine par la défaite et la mort de Fujiwara.

## Source de la traduction
- (en) Cet article est partiellement ou en totalité issu de l’article de Wikipédia en anglais intitulé « Ōno no Azumabito » (voir la liste des auteurs).